# (35556) 1998 FC122
1998 FC122 (asteroide 35556) é um asteroide da cintura principal. Possui uma excentricidade de 0.20372200 e uma inclinação de 4.86443º.
Este asteroide foi descoberto no dia 20 de março de 1998 por LINEAR em Socorro.